# Curt Haase
Curt Haase, nemški general, * 15. december 1881, Honnef, Porenje, † 9. februar 1943, Berlin-Grunewald.

## Napredovanja
- Fähnrich (27. januar 1902)
- poročnik (18. oktober 1902)
- nadporočnik (18. oktober 1910)
- stotnik (8. oktober 1914)
- major (1. februar 1925)
- podpolkovnik (1. oktober 1929)
- polkovnik (1. oktober 1932)
- generalmajor (1. junij 1935)
- generalporočnik (1. avgust 1937)
- general artilerije (1. november 1938)
- generalpolkovnik (19. julij 1940)

## Odlikovanja
- viteški križ železnega križa (8. junij 1940)
- RK des Kgl. Preuss. Hausordens von Hohenzollern mit Schwertern
- RK des Kgl. Württembg. Militär-Verdienstorden
- 1914 železni križec I. razreda
- 1914 železni križec II. razreda
- RK I. Klasse des Kgl. Sächs. Albrechts-Ordens mit Schwertern
- RK I. Klasse des Kgl. Württembg. Friedrichs-Ordens mit Schwertern
- RK II. Klasse des Grossherzoglich Badischen Ordens vom Zähringer Löwen mit Schwertern und Eichenlaub
- Hamburgisches Hanseatenkreuz
- Ehrenkreuz für Frontkämpfer
- Wehrmacht-Dienstauszeichnung IV. bis I. Klasse
- Medaille zur Erinnerung an den 13.03.1938
- Spange zum EK I
- Spange zum EK II